# Воронов, Павел Николаевич
Павел Николаевич Воронов (1851—1922) — начальник 23-й пехотной дивизии, генерал-лейтенант, военный историк, редактор-издатель журнала «Русская Старина».

## Биография
Воронов родился 19 мая 1851 года в Москве в дворянской семье. Получив образование в 3-й Московской реальной гимназии, он 25 августа 1869 года поступил на военную службу и по окончании 3-го военного Александровского училища произведён в подпоручики (24 августа 1871 года), а затем переведён с чином прапорщика в лейб-гвардии Павловский полк (24 августа 1872 года). Получив чины подпоручика (30 августа 1874 года) и поручика (30 августа 1877 года), он поступил в Николаевскую академию Генерального штаба, которую окончил в 1878 году (выпущен из старшего класса без экзамена, в связи с Русско-турецкой войной 1877—1878 годов) и был переведён в Генеральный штаб с переименованием из штабс-капитанов гвардии (16 апреля 1878 года) в капитаны Генерального штаба.
С 6 ноября 1878 года занимал должность старшего адъютанта штаба 2-й гвардейской пехотной дивизии, с 6 декабря 1881 года состоял для особых поручений при штабе Гвардейского корпуса, затем являлся штаб-офицером для особых поручений при штабе 1-го армейского корпуса (с 22 августа 1882 года) и штаб-офицером для поручений при штабе войск гвардии и Петербургского военного округа (с 15 ноября 1884 года). Произведён в подполковники (30 августа 1884 года) и полковники (30 августа 1886 года).
4 мая 1889 года назначен начальником штаба 1-й гвардейской пехотной дивизии. Со 2 июня 1895 года по 30 ноября 1898 года командовал 145-м пехотным Новочеркасским полком, а затем с производством в генерал-майоры был назначен состоять для особых поручений при главнокомандующем войсками гвардии и Петербургского военного округа великом князе Владимире Александровиче.
14 августа 1904 года Воронов был назначен командующим 23-й пехотной дивизией и 6 декабря произведён в генерал-лейтенанты с утверждением в должности начальника дивизии, а в следующем году ему была объявлена Высочайшая благодарность. В условиях Первой русской революции на Воронова, как начальника Ревельского гарнизона, были возложены обязанности временного генерал-губернатора Ревеля и Ревельского уезда. Его деятельность в этом качестве вызвало резкое недовольство великого князя Николая Николаевича Младшего (главнокомандующего войсками гвардии и Петербургского военного округа), просившего военного министра А. Ф. Редигера немедленно снять Воронова с должности начальника дивизии. 24 декабря 1905 года Воронов был отчислен от должности в запас Генерального штаба, а его дело передано на рассмотрение Высшей аттестационной комиссии, где великий князь заявил об отказе вновь назначить Воронова начальником дивизии, в связи с чем ему было предложено подать в отставку. 1 июня 1908 года Воронов был уволен от службы с мундиром и пенсией.
В связи с увольнением Воронова А. Ф. Редигер писал:

Воронов почему-то (по делам благотворительности?) был известен одной из императриц и подал ей прошение, которое государь передал мне, говоря, что Воронов просит об усилении ему пенсии. Просматривая тут же прошение, я увидел, что Воронов просится в сенаторы или хотя бы усиления пенсии … Пенсия была увеличена

После выхода в отставку Воронов жил в Санкт-Петербурге (по адресу: Фонтанка, 18), являлся председателем воинского благотворительного общества Белого Креста.
Находясь на военной службе, он вёл работу по военной истории: в 1879—1889 годах был членом Военно-исторической комиссии Главного штаба, занимавшейся сбором документов и составлением «Описания русско-турецкой войны 1877—1878 гг. на Балканском полуострове»; был одним из авторов в «Энциклопедии военных и морских наук» под редакцией генерал-лейтенанта Г. А. Леера; публиковался в журнале «Военный Сборник» и «Русском Инвалиде». Являясь одним из соиздателей ведущего исторического журнала «Русская Старина», Воронов с января 1907 года стал редактором-издателем этого журнала, сменив генерала С. П. Зыкова.
В 1899 году был членом Комиссии по увековечению памяти князя Италийского графа Суворова-Рымникского; уже находясь в отставке, был товарищем председателя был товарищем председателем Комиссии по сооружению храма-памятника на поле Лейпцигского сражения.
К Октябрьской революции 1917 года Воронов отнёсся лояльно, продолжая издания «Русской Старины» (последний номер за октябрь — декабрь 1918 года вышел 3 октября 1919 года), ведя преподавательскую работу в 1-й Петроградской пехотной школы и работая старшим архивариусом I отделения III секции Единого государственного архивного фонда (ЕГАФ). Работа Воронова находила поддержку со стороны органов новой власти: 7 сентября 1918 года Народный комиссариат просвещения Северной области выдал ему удостоверение:

Предъявитель сего, редактор журнала «Русская Старина», гр. П. Н. Воронов является лицом, учёные работы которого в журнале признаются Севпросом весьма ценными для поднятия общей культуры и заслуживают всяческого поощрения. Ввиду этого Севпрос просит все учреждения и организации, а равно и отдельных административных лиц оградить неприкосновенность его личности и без предварительного сношения с Севпросом не препятствовать его свободному проживанию, архивным работам и переездам"

В дальнейшем помощь П. Н. Воронову оказывал Народный комиссариат просвещения РСФСР (выплата добавочного содержания сотрудникам редакции, снабжение дровами, бумагой, разрешение заниматься во всех отделениях ЕГАФ). В 1920 году в связи с прекращением издания «Русской Старины» Воронов передал архив журнала на хранение в Пушкинский дом.
5 декабря 1922 года Воронов скончался в Петрограде на 72-м году жизни и был похоронен в Воскресенском Новодевичьем монастыре.
Воронов был с 1879 года женат на Евгении Николаевне Верёвкиной (1858—1913) и от этого брака имел дочь Елизавету (род. 1884).

## Награды
За свою службу Воронов был награждён многими российскими и иностранными орденами, в их числе:
- Орден Святого Станислава 3-й степени (1876 год)
- Орден Святой Анны 3-й степени (1879 год)
- Орден Святого Станисллава 2-й степени (1883 год)
- Орден Святой Анны 2-й степени (1889 год)
- Орден Святого Владимира 4-й степени (1892 год)
- Орден Святого Владимира 3-й степени (1894 год)
- Орден Святого Станислава 1-й степени (1901 год)

Иностранные:
- Бухарский орден Золотой Звезды 1-й степени (1894 год)
- Черногорский орден князя Даниила I 3-й степени (1895 год)
- Французский офицерский крест ордена Почётного легиона (1897 год)
- Черногорский орден князя Даниила I 2-й степени со звездой (1898 год)
- Командорский крест ордена Звезды Румынии (1899 год)